# Mountain Dew 250
Das Love´s RV Stop 250 (einer der früherer Titel: Mountain Dew 250) ist ein über 250 Meilen ausgetragenes Rennen der Autorennen der NASCAR Camping World Truck Series, welches auf dem Talladega Superspeedway in Talladega, Alabama stattfindet und seit seiner Erstausgabe 2006 bislang 18 mal ausgetragen wurde (Stand: Ende 2023).

## Geschichte
Es befindet sich seit 2006 im Rennkalender der Serie. Es geht über eine Distanz von 250 Meilen, was 94 Runden entspricht. Durch ständig wechselnde Sponsoren änderte sich fortlaufend der Titel der Veranstaltung. So übernahm 2019 die Destillerie Sugarlands die Namensrechte der Veranstaltung. Von 2020 bis 2022 sponsorte Chevrolet die Runde um den Chevrolet Silverado Pick Up zu bewerben.

## Bisherige Sieger
- 2023: Brett Moffitt
- 2022: Matt DiBenedetto
- 2021: Tate Fogleman
- 2020: Raphael Lessard
- 2019: Spencer Boyd
- 2018: Timothy Peters
- 2017: Parker Kligerman
- 2016: Grant Enfinger
- 2015: Timothy Peters
- 2014: Timothy Peters
- 2013: Johnny Sauter
- 2012: Parker Kligerman
- 2011: Mike Wallace
- 2010: Kyle Busch
- 2009: Kyle Busch
- 2008: Todd Bodine
- 2007: Todd Bodine
- 2006: Mark Martin